# 西葛镇
西葛镇，是中华人民共和国河北省唐山市丰南区下辖的一个乡镇级行政单位。

## 行政区划
西葛镇下辖以下地区：
东葛庄村、越支一村、越支二村、越支三村、越支四村、越支五村、越支六村、刘各庄村、李各庄村、西葛庄村、东尖坨一村、东尖坨二村、东尖坨三村、东尖坨四村、西尖坨村、沙坨子村、孟庄村和蛮子坨村。